# Coronini - Bedina
Coronini - Bedina este o arie protejată de interes național ce corespunde categoriei a IV-a IUCN (rezervație naturală de tip mixt), situată în Banat, pe teritoriul județului Caraș-Severin.

## Localizare
Aria naturală se află în extremitatea estică a județului Caraș-Severin (în partea dreaptă a râului Cerna), aproape de limita de graniță cu județul Mehedinți, pe teritoriul administrativ al orașului Băile Herculane și al comunei Mehadia, în imediata apropiere de drumul național DN6 care leagă municipiul Craiova de Timișoara.

## Descriere
Rezervația naturală a fost declarată declarată arie protejată prin Legea Nr.5 din 6 martie 2000 (privind aprobarea Planului de amenajare a teritoriului național - Secțiunea a III-a - zone protejate) și se întinde pe o suprafață de 3.864,80 ha. Aceasta este inclusă în Parcul Național Domogled - Valea Cernei, parc suprapus sitului de importanță comunitară omonim.
Aria protejată reprezintă un relief diversificat (peșteri, abrupturi stâncoase, avene, pereți calcaroși, lapiezuri, cascade, zone de chei), pajiști și păduri; cu o deosebită importanță floristică, faunistică și geologică (cu roci constituite din calcare, gresii și granite).

## Biodiversitate
Rezervația naturală fost înființată în scopul protejării biodiversității și menținerii într-o stare de conservare favorabilă a florei și faunei sălbatice din gruparea montană Retezat-Godeanu (munți aparținând lanțului carpatic al Meridionalilor).

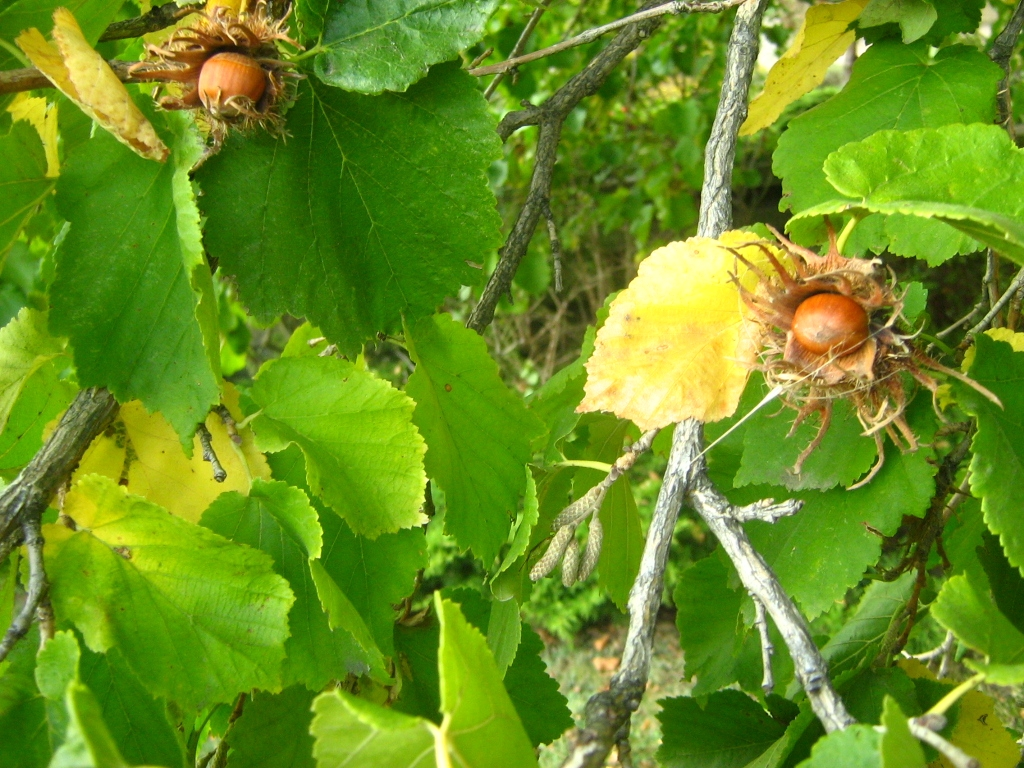
Alun turcesc (Corilus colurna), frunze și fruct

Flora rezervației este constituită din arbori și arbusti cu specii de: (fag (Fagus sylvatica), stejar (Quercus robur), frasin (Fraxinus excelsior), brad (Abies), tisă (Taxus baccata), molid (Picea abies), pin (Pinus sp.), ienupăr (Juniperus communis), alun (Corylus avellana), alun turcesc (Corylus colurna), vișin turcesc (Prunus mahaleb), mojdrean (Fraxinus ornus), cărpiniță (Carpinus orientalis), merișor (Vaccinium vitis-idaea), afin (Vaccinium myrtillus L.), cornișor (Ruscus hypoglossum), scumpie (Cotinus coggygria).
La nivelul ierburilor vegetează  mai multe rarități floristice (de pajiște și stâncărie); printre care: garofiță pitică (Dianthus nardiformis), tămâioară (Viola joói), lăcrămioară (Convallaria majalis), brăndușă galbenă (Crocus flavus), stânjenel de munte (Iris graminea) sau săbiuță (Gladiolus imbricatus).
Fauna este reprezentată de o gamă diversă de specii; dintre care unele protejate la nivel european sau aflate pe lista roșie a IUCN.

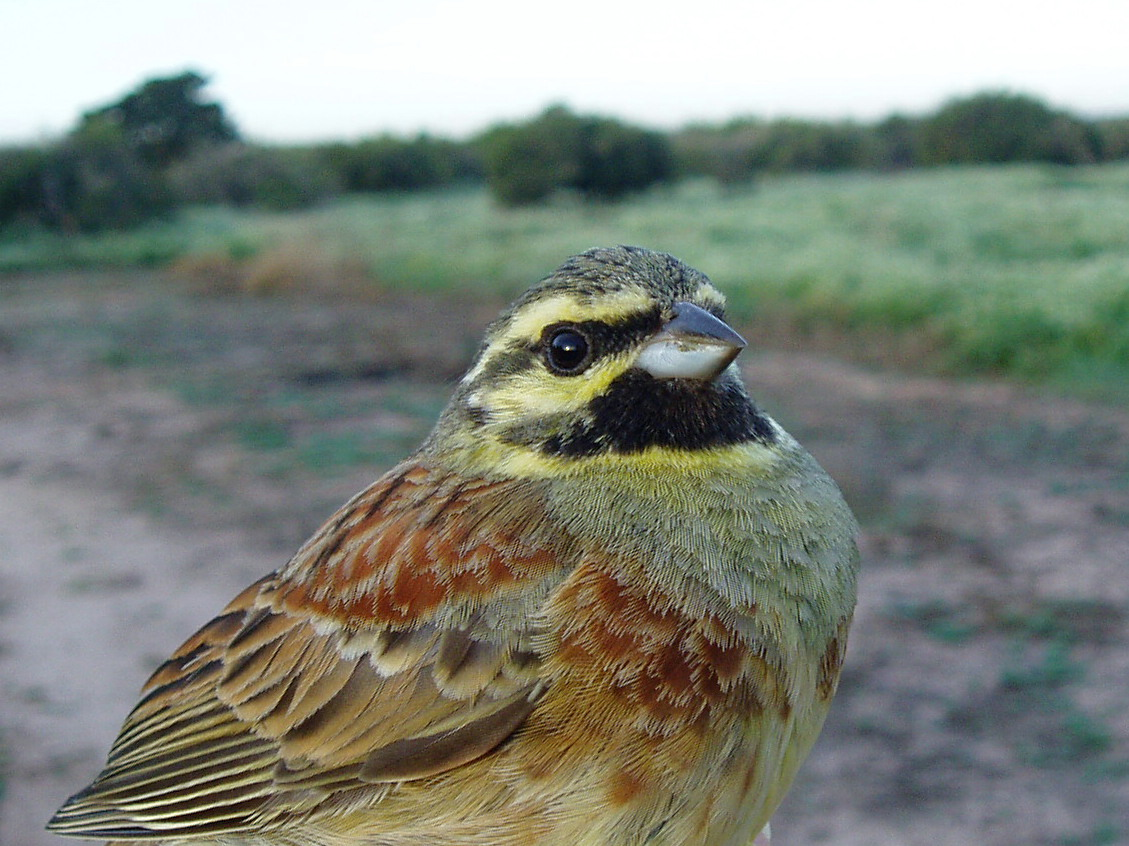
Presura bărboasă (Emberiza cirlus)

Specii de mamifere: urs brun (Ursus arctos), lup (Canis lupus), vulpe (Vulpes vulpes crucigera), râs eurasiatic (Lynx lynx), vidră de râu (Lutra lutra), mistreț (Sus scrofa), liliacul cărămiziu (Myotis emarginatus), liliacul cu urechi mari (Myotis bechsteini), liliacul cu potcoavă a lui Blasius (Rhinolophus blasii), liliacul mediteranean (Rhinolophus euryale), liliacul mic cu potcoavă (Rhinolophus hipposideros), liliacul comun (Myotis myotis), liliacul cu urechi de șoarece (Myotis blythii).
Păsări: lăstun de stâncă (Hirundo rupestris), corbul comun (Corvus corax), șerpar (Circaetus gallicus), rândunica roșcată (Hirundo daurica), pietrarul bănățean (Oeananthe hispanica), presura bărboasă (Emberiza cirlus).
Reptile și amfibieni:  broasca-țestoasă de uscat (Testudo hermanni), ivorașul-cu-burta-galbenă (Bombina variegata), broască râioasă verde (Bufo viridis), brotacul verde de copac (Hyla arborea), broasca-roșie-de-pădure (Rana dalmatina).

## Căi de acces
- Drumul național (DN67) - Băile Herculane - Mehadia

## Monumente și atracții turistice
În vecinătatea rezervației naturale se află câteva obiective de interes istoric, cultural și turistic; astfel:
- Biserica „Schimbarea la Față” din Băile Herculane, construcție secolul al XIX-lea, monument istoric.
- Biserica romano-catolică „Sf. Maria” din Băile Herculane, construcție 1838, monument istoric.
- Situl arheologic de la Mehadia (așezări din: sec. II - IV p. Chr., Epoca romană; sec. XI - XIII, Epoca medievală timpurie).
- Situl arheologic de la Coronini (așezări atribuite perioadelor: Epoca medievală, Epoca migrațiilor, Perioada de tranziție la epoca bronzului).
- Rezervațiile naturale Iardașița, Iauna - Craiova, Râpa Neagră și Valea Greațca.